# 애드웨어
애드웨어(adware, advertising-supported software)는 특정 소프트웨어를 실행할 때 또는 설치 후 자동적으로 광고가 표시되는 프로그램을 말한다. 프리웨어인 경우 불가피하게 광고 수익으로 운영되는 경우가 많으므로, 애드웨어라고 반드시 악성 소프트웨어에 속하는 것은 아니다.

## 정의
애드웨어는 소프트웨어 자체에 광고를 포함하거나 아니면 같이 묶어서 배포하는 것을 가리킨다. 이것은 프로그래머가 소프트웨어를 개발하면서 개발 비용을 애드웨어를 통해서 충당할 목적으로 주로 사용되며, 어떤 경우는 사용자가 무료 또는 아니면 할인된 가격으로 프로그램을 사용하도록 하는 조건으로 광고를 삽입하기도 한다. 광고를 통해 얻은 수입은 프로그래머가 소프트웨어 제품을 작성, 유지 또는 업그레이드를 할 수 있는 동기를 부여한다.
어떤 애드웨어는, 셰어웨어이기도 한데, 이 말은 일반적인 셰어웨어 프로그램과 구분해야 한다. 일반적인 셰어웨어 프로그램과의 차이점은 이런 프로그램들은 주로 광고를 통해서 지원을 받는다는 점이다. 이런 경우 광고를 제거하기 위해서는 사용자가 일정 비용을 지불하고 "등록"해야만 한다.

## 문제점과 특징
애드웨어가 문제가 되는 이유는 스파이웨어의 특징을 어떤 애드웨어들이 가지고 있기 때문인데, 이러한 애드웨어들은 사용자에게 동의를 구하거나 통보없이 사용자의 활동을 기록하고 보고한 다음에 때로는 재판매되기도 한다. 가장 더 큰 문제가 되고 있는 것은 맬웨어인데, 다른 소프트웨어의 기능의 작동을 방해하거나, 아니면 컴퓨터 사용자에게 특정 웹사이트를 방문하라고 강요한다.
"애드웨어"와 "스파이웨어" 그리고 "맬웨어"에 대한 사용자들의 혼란은 최근 들어 크게 일반적인 일은 아니다. 예를 들어, 어떤 사용자가 기록을 수집하는 것을 동의함과 동시에 컴퓨터에 소프트웨어를 설치했다면 "애드웨어"이고, 다른 이용자가 그 컴퓨터에 방문한다면 "애드웨어"는 "스파이웨어"가 된다. 그리고 "애드웨어"에 의해 사용자 기록이 사용자 동의 없이 수집된다면 "맬웨어"가 된다.
최근 스파이웨어는 전자 프라이버시 정보 센터를 포함한 컴퓨터 보안이나 프라이버시 단체에게서 받는 강한 항의에 자극받고 있다. 가끔, 스파이웨어는 사용자의 웹 브라우저의 사용 습관을 광고주에게 보내 사용자의 관심사와 밀접한 관련이 있는 광고를 보여주기도 한다.
하지만 애드웨어는 스파이웨어와 달리 몰래 사적인 정보나 활동 기록을 컴퓨터가 동의하지 않으면 수집하거나 업로드하지 않는다. 어떤 개발사들의 애드웨어들은 프로그램의 활동 내용을 제품의 사용 약관의 특정 조항에 포함시키는 방식으로 미리 알려주기도 한다.
또한 컴퓨터 사용자들의 애드웨어 검색과 제거를 도와주기 위한 몇몇 소프트웨어들이 제공되고 있다.

## 예방법
스파이웨어를 발견, 검역 그리고 제거하는 많은 프로그램들이 보급되었다. 이러한 프로그램들은 스파이웨어 제거에 목표를 두고 개발된 만큼 컴퓨터 바이러스를 치료하는 데는 큰 효과를 볼 수 있다.

## 같이 보기
- 스파이웨어
- 맬웨어